# إقليم بنغازي
إقليم بنغازي أو (بالإيطالية: Provincia di Bengasi)‏ المفوضية العامة لإقليم بنغازي. تأسست في سنة 1937 في اطار مستعمرة ليبيا الإيطالية، وقسمت إلى 3 مقاطعات هي:
- بنغازي (المركز الإداري)
- إجدابيا
- برقه "Barce"

كانت معظم السكان من العرب وأقلية من الأمازيغ إضافة إلى مجموعة من السودانيين واليهود. في حين تركز تواجد الإيطاليون في بنغازي، في العام 1943 احتلته قوات الحلفاء أثناء الحرب العالمية الثانية.
تكون الإقليم جغرافيا من نصف مساحة برقة تقريبا، حيث جاور من الجنوب المنطقة الجنوبية العسكرية ومن الشمال البحر المتوسط ومن الغرب مع إقليم مصراتة ومن الشرق مع إقليم درنة.